# Werner Haas (pianist)
Werner Haas (Stuttgart, 3 maart 1931 - Nancy, 11 oktober 1976) was een Duits klassiek pianist.

## Levensloop
Haas stond bekend om zijn uitvoeringen van composities uit het begin van de 20e eeuw, met name de impressionistische muziek. Zijn repertoire omvatte werken van Johann Sebastian Bach, Wolfgang Amadeus Mozart, Franz Schubert, Robert Schumann, Frédéric Chopin, Ludwig van Beethoven, Sergej Prokofjev, Dmitry Kabalevsky, en de complete werken voor piano en orkest van Pjotr Iljitsj Tsjaikovski en George Gershwin.
Dat hij zeer getalenteerd was bleek al op zeer jeugdige leeftijd. Van 1947 tot 1954 studeerde aan de Muziekacademie in Stuttgart piano bij Lilli Kröber-Asche, die bekend stond om haar Mozart-interpretaties. Zijn eerste concert gaf Haas in 1955 in zijn geboorteplaats Stuttgart. Van 1954 tot 1956 studeerde hij aan het conservatorium van Saarbrücken bij Walter Gieseking, een uitzonderlijk interpretator van de muziek van Claude Debussy. Door deze masterclasses raakte Haas gefascineerd door de impressionistische muziek van Debussy en Maurice Ravel.
Hoewel Haas eind jaren '50 begon met opnemen, dateert het grootste deel van zijn activiteit in de studio uit de jaren zestig. Zijn opname van de 14 Walzen van Chopin uit 1960 oogstte veel lovende kritieken, zelfs in de Verenigde Staten, waar hij een lovende beoordeling kreeg in het nummer van High fidelity van januari 1961. Tijdens zijn buitenlandse tournee kreeg hij over het algemeen ook lovende kritieken, zoals zijn recital in de Wigmore Hall in november 1967 in Londen en zijn concert in Milaan in juli 1970.
Na een succesvolle recitalcarrière door heel Europa in de jaren vijftig, tekende hij een meerjarig platencontract bij Philips Records. Zijn opname van het complete oeuvre van Debussy werd in 1962 bekroond met de Grand Prix du Disque. Een album met een opname van de twee pianoconcerten van Ravel werd in 1970 in Nederland onderscheiden met een Edison. Ook zijn album met pianowerken van Ravel oogstte veel bijval.

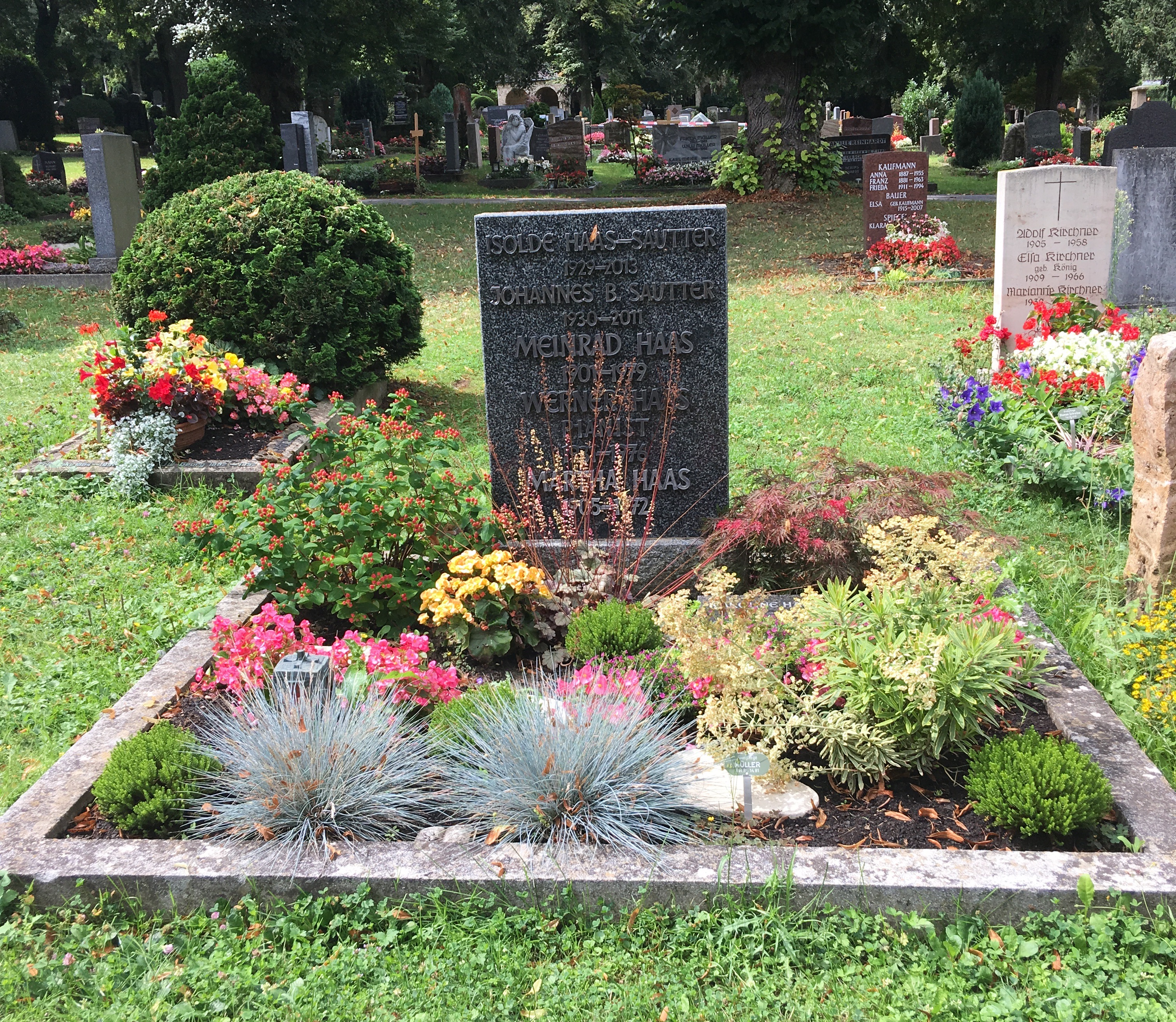
Het (familie)graf van Werner Haas in Feuerbach (nabij Stuttgart).

Werner Haas kwam op 11 oktober 1976 om het leven bij een verkeersongeval nabij Nancy, toen zijn auto in botsing kwam met een vrachtwagen.